# Rat Race
Rat Race er en amerikansk komediefilm fra 2001, instrueret af Jerry Zucker.

## Handling
Millionæren Donald Sinclair (John Cleese) og hans andre stenrige partnere bruger hver dag millioner af dollars på vanvittige væddemål. En dag finder de på en ny ide til et væddemål: et kapløb mellem seks hold, der hver fra Las Vegas skal race mod hinanden og tage til Silver City, New Mexico, hvor der i en bagageboks ligger en taske med 2 millioner dollars. De der først kommer til boksen beholder alle pengene.

## Medvirkende
- Rowan Atkinson
- John Cleese
- Whoopi Goldberg
- Cuba Gooding Jr.
- Seth Green
- Jon Lovitz
- Breckin Meyer
- Amy Smart
- Kathy Najimy
- Lanei Chapman
- Vince Vieluf
- Dave Thomas
- Wayne Knight
- Kathy Bates
- Dean Cain
- Paul Rodriguez
- Silas Weir Mitchell
- Brandy Ledford
- Colleen Camp
- Smash Mouth